# Junie Astor
Junie Astor, geboren als Rolande Jeanne Risterucci (* 21. Dezember 1911 in Marseille; † 22. August 1967 in Sainte-Magnance), war eine französische Schauspielerin.

## Leben
Die gebürtige Rolande Risterucci startete ihre künstlerische Laufbahn zu Beginn der 30er Jahre auf der Bühne. Wenig später wurde sie als Junie Astor vor die Kamera geholt. Im Laufe des folgenden Jahrzehnts spielte die Künstlerin zahlreiche tragende Rollen in französischen Vorkriegsfilmen. Immer wieder ließ man sie zwielichtige Gestalten, auf den falschen Weg geratene, auch mal finstere, verderbte und bisweilen pervertierte Charaktere verkörpern. Mehrfach wurde Junie Astor auch als ‘männermordende’ Spionin (allerdings mit einem Herz aus Gold) besetzt. Für ihre Interpretation der Hélène in „Club de femmes“, einem Melodram über eine Zufluchtstätte für körperlich wie sittlich gefährdete Mädchen und junge Frauen, erhielt Junie Astor 1937 den in diesem Jahr erstmals vergebenen Prix Suzanne Bianchetti als beste Nachwuchsdarstellerin. Nahezu zeitgleich hatte sie mit der in Jean Gabin verliebten Natascha in der viel beachteten Verfilmung von Gorkis Nachtasyl eine für sie ungewöhnliche Rolle voller Zart- und Reinheit gespielt.
Der Ausbruch des Zweiten Weltkriegs behinderte Astors Filmkarriere maßgeblich. In den Jahren der Besetzung trat sie nur höchst selten vor die Kamera. 1943 übernahm sie den Part einer der beiden Nathalies in Jean Delannoys düsteren aber kunstsinnigen Variation des Tristan-und-Isolde-Mythos „Der ewige Bann“. Seit Beginn der 1950er Jahre fand Junie Astor nur noch wenig Beschäftigung beim Film. Daraufhin eröffnete sie mit dem ‘Astor’ in Paris ihr eigenes Kino und übernahm überdies die Leitung des Rio-Opéra.
Junie Astor starb an den Folgen eines Autounfalls. Sie verunglückte mit ihren Ehemann Johnny Simone in einem Maserati Mistral. Kurz zuvor war sie mit einer winzigen Rolle noch einmal in einem Kinofilm („Joe Caligula“) aufgetreten, der jedoch erst zwei Jahre nach ihrem Tod uraufgeführt wurde.

## Filmografie
- 1933: D’amour et d’eau fraîche
- 1933: Ademaï aviateur
- 1934: Étienne
- 1935: Joli monde
- 1935: Tovaritch
- 1935: Stradivarius
- 1936: Mayerling (Mayerling)
- 1936: Au service du tsar
- 1936: La garçonne
- 1936: Nachtasyl (Les bas-fonds)
- 1936: Club de femmes
- 1937: Passeurs d’hommes
- 1937: Police mondaine
- 1938: Petite peste
- 1938: Noix de coco
- 1938: Adrienne Lecouvreur
- 1939: Quartier Latin
- 1939: Diebe und Liebe (Battement de cœur)
- 1939: Entente Cordiale
- 1941: Fromont jeune et Risler ainé
- 1941: Patrouille blanche
- 1943: Der ewige Bann (L’éternel retour)
- 1945: L’invité de la onzième heure
- 1946: L’homme de la nuit
- 1946: Triple enquête
- 1947: Alarm in San Juano (Cargaison clandestine)
- 1947: SOS – 11 Uhr nachts (La dame d’onze heures)
- 1948: Piège à hommes
- 1949: Ritter seines Königs (Du Guesclin)
- 1949: La souricière
- 1949: Un certain monsieur
- 1950: La belle image
- 1950: Coupable ?
- 1951: Rhythmus der Nacht (Boîte de nuit)
- 1954: Mary Lou und ihre Herren (Escalier de service)
- 1956: Les Truands
- 1957: Paris tabu (Mademoiselle strip-tease)
- 1957: Keine Rose ohne Dornen (La peau de l’ours)
- 1957: Der Sarg kam per Post (Les violents)
- 1957: Isabell hat Angst vor Männern (Isabelle a peur des hommes)
- 1959: Business
- 1959: Interpol contra X (Interpol contre X)
- 1961: Cadavres en vacances
- 1965: L‘homme de l‘Interpol
- 1966: Joe Caligula (UA: 1969)